# Bathynomus yucatanensis
Bathynomus yucatanensis — вид рівноногих ракоподібних родини Cirolanidae. Описаний у 2022 році.

## Поширення
Виявлений у Мексиканській затоці. Типові зразки зібрали поблизу півострова Юкатан на глибині 600—800 м. Спершу його сприйняли за споріднений вид Bathynomus giganteus.

## Опис
Тіло завдовжи 25,6 см, завширшки 12,7 см.